# زبابة المرتفعات الصينية
زبابة المرتفعات الصينية (الاسم العلمي: Sorex excelsus) (بالإنجليزية: Chinese Highland Shrew)‏ هي نوع من الثدييات يتبع جنس الزبابة من الفصيلة الزبابات.